# Amersfoortsestraat 117 (Soesterberg)
Amersfoortsestraat 117 is een woonhuis tussen Soesterberg en Amersfoort in de provincie Utrecht. Het huis staat aan het eind van een lange oprijlaan vanaf de Amersfoortse straatweg.
Dit landhuis met een tuinmanswoning werd in 1913 ontworpen door de architect J.C. van Epen voor de Amsterdamse tandarts W. Romein. Het huis is gebouwd op een aarden verhoging. Rechtsvoor en linksachter het rechthoekige pand is een driezijdige erker aangebouwd met een balkon op de eerste verdieping. De balkons op de erkers hebben evenals het gehele huis een schilddak. Op het dak van het huis is een torentje gebouwd. De oprijlaan vanaf de Amersfoortsestraat is niet openbaar toegankelijk, dus het huis kan niet zonder speciale toestemming van dichtbij bekeken worden.
De tuin is aangelegd in de "nieuwe architectonische tuinstijl".
Het complex staat op de rijksmonumentenlijst sinds 1999/2000.